# Vacciniina subtusradiata
Vacciniina subtusradiata är en fjärilsart som beskrevs av Jules Favre 1899. Vacciniina subtusradiata ingår i släktet Vacciniina och familjen juvelvingar. Inga underarter finns listade i Catalogue of Life.